# Ляпунов, Алексей Андреевич
Алексе́й Андре́евич Ляпуно́в (25 сентября [8 октября] 1911, Москва — 23 июня 1973, Москва) — советский математик, один из основоположников кибернетики, член-корреспондент АН СССР (1964). Специалист в области теории функций вещественного переменного и математических вопросов кибернетики. Основные труды относятся к теории множеств, теоретическим вопросам программирования, математической лингвистике, математической биологии.

## Биография
В 1928 году Ляпунов поступил на физико-математический факультет Московского университета. Однако через год он принял решение покинуть университет по морально-этическим соображениям (отказавшись подписать письмо о сносе в Москве очередных церквей, вступил в конфликт с сокурсниками) и перестал посещать занятия. Это привело к тому, что через полтора года он был отчислен за академическую неуспеваемость. Поступил на работу к П. П. Лазареву в Институт физики и биофизики.
В 1931 году Ляпунов познакомился с академиком Н. Н. Лузиным и с 1932 года стал его учеником. Под руководством Лузина и по составленным им программам Ляпунов самостоятельно получил математическое образование. В 1934 году выполняет свою первую научную работу по теории множеств. В этой области математики работал до конца жизни. Теории множеств и теории функций посвящены 62 работы Ляпунова, включая монографию. Будучи учеником Лузина, Ляпунов сблизился со старшими его учениками, известными математиками Н. К. Бари, М. А. Лаврентьевым, Д. Е. Меньшовым, Л. А. Люстерником, А. Н. Колмогоровым, Л. В. Келдыш, П. С. Новиковым — членами Лузитании.
С 1934 года и до начала 1950-х годов (с перерывом) работал в Математическом институте им. В. А. Стеклова, где под руководством П. С. Новикова учился в докторантуре.
В 1939—1941 преподавал на кафедре математического анализа Московского государственного педагогического института им. К. Либкнехта.
С началом Великой Отечественной войны Ляпунов вместе с С. М. Никольским был отправлен на строительство оборонительных сооружений перед Москвой. В 1942 году был призван в Красную Армию и направлен в пехотное училище, которое закончил в 1943 году. С 1943 по 1945 годы в действующих частях, гвардии старший лейтенант, командир топографического взвода в артиллерии. За участие в боях по освобождению Крыма награждён орденом Красной Звезды (1944). Находясь на фронте продолжает математические исследования, применяя аппарат теории вероятностей и математической статистики к теории стрельбы.
В 1945—1951 — лаборант кафедры артиллерийской инструментальной разведки, преподаватель, старший преподаватель, профессор кафедры математики Артиллерийской академии им. Ф. Э. Дзержинского (ныне Военная академия РВСН имени Петра Великого).
В начале 1950-х годов Ляпунов прочитал в Московском университете первый в стране лекционный курс по программированию. Он предложил язык программирования, явившийся предшественником языков высокого уровня.
С осени 1952 года преподавал на механико-математическом факультете МГУ, профессор кафедр математической логики и вычислительной математики.
Когда академик М. В. Келдыш организовал в 1953 году в составе Математического института АН СССР Отделение прикладной математики (ныне Институт прикладной математики им. М. В. Келдыша РАН), он предложил Ляпунову возглавить в нём работы по программированию.
В 1954 году был приглашён А. И. Китовым в созданный им Вычислительный центр № 1 Министерства обороны СССР (ВЦ № 1 МО СССР, в/ч 01168, ныне ЦНИИ-27 МО РФ) на должность начальника лаборатории, где проработал до 1960 года.
В 1954 организует и ведёт на мехмате МГУ междисциплинарный кибернетический семинар «Автоматы и мышление», работа которого получила заметную известность в Москве. Участниками семинара были математики, экономисты, инженеры, биологи, военные, лингвисты, философы. Семинар существовал до 1964 года и сыграл заметную роль в становлении отечественной кибернетики.
С 1961 года работал в Институте математики Сибирского отделения АН СССР, где фактически создал отделение кибернетики. В Новосибирске он также основал кафедру теоретической кибернетики Новосибирского университета и лабораторию кибернетики Института гидродинамики СО АН СССР, которыми руководил до конца своей жизни.
В 1955 году подписал «Письмо трёхсот».
В 1964 году Ляпунов был избран членом-корреспондентом АН СССР по Отделению математики.
Награждён орденом Ленина, другими орденами СССР и медалями. В 1996 году (посмертно) Алексею Андреевичу была присуждена медаль «Пионер компьютерной техники» («Computer Pioneer»).
Скоропостижно скончался от сердечного приступа. Похоронен на Введенском кладбище (уч. 29)

## Научная деятельность
Опубликовал свыше 60 статей.
В частности, предложил использовать для описания процесса решения некоторой задачи на ЭВМ созданные им операторные и логические схемы, в основе которых лежала идея «крупноблочного» анализа. Это позволило открыть путь к новым формализациям понятия «алгоритм». В конечном итоге предложенная Ляпуновым система записи алгоритмов привела к тому, что стало возможным путём эквивалентных преобразований оптимизировать процесс решения задачи при помощи математического аппарата ещё на предварительных стадиях, до написания программы, а также позволяло автоматизировать переход от представления на языке операторных схем к программе, записанной на языке машины, при помощи реализующей этот переход «программирующей программы».
В 1940 году Ляпунов связал два разрозненных понятия из анализа и геометрии: интегрируемость и выпуклость. Выявление этой взаимосвязи имеет основополагающее значение в статистике, теории управления и других ветвях математики и её приложений.

## Семья
Семья Алексея Андреевича принадлежала к дворянскому роду Ляпуновых, в котором были известные учёные и деятели культуры. Композитор С. М. Ляпунов, академики: математик А. М. Ляпунов, филолог-славист Б. М. Ляпунов и физиолог И. М. Сеченов приходились Алексею Ляпунову близкими родственниками: Ляпуновы — двоюродные братья деда А. А. Ляпунова — Николая Васильевича Ляпунова. Родство с Сеченовыми не кровное, Р. М. Сеченов (брат И. М. Сеченова) был женат на сестре А. М. и Б. М. Ляпуновых.
Отец — Андрей Николаевич Ляпунов. Получил физико-математическое образование в Московском, Гейдельбергском и Геттингенском университетах. До 1917 года служил в Путейском ведомстве, занимался строительством дорог. После революции работал в Институте биофизики и в Комиссии по изучению Курской магнитной аномалии, где сотрудничал с академиком П. П. Лазаревым.
Мать занималась воспитанием детей, которых в семье было семеро.
Жена Анастасия Савельевна Ляпунова (урождённая Гурьева, по первому браку Гамбурцева) (1904—1986).
Дочери:
- доктор биологических наук Елена Алексеевна Ляпунова (род. 27 апреля 1936, Москва);
- доктор биологических наук Наталья Алексеевна Ляпунова (род. 7 июля 1937, Москва).

С обучением дочерей А. А. Ляпунова на Биологическом факультете МГУ связано скандальное «Дело сестёр Ляпуновых», в 1956 году обвинённых в секретном изучении генетики на домашних лекциях отца.

## Память об Алексее Андреевиче Ляпунове
- В честь А. А. Ляпунова названа улица в Новосибирском Академгородке.
- На здании Института математики Сибирского отделения РАН в Новосибирске, где работал А. А. Ляпунов, установлена мемориальная доска в его честь.
- В Новосибирске на здании физико-математической школы, находящемся на улице, названной в честь учёного установлена мемориальная доска.

## Оценки и мнения
Алексей Андреевич Ляпунов был ключевым создателем Новосибирской физматшколы. Он был человеком высочайшей принципиальности и неподкупной морали, всю жизнь не боявшимся стоять за справедливость и за российскую науку и идти на конфликт за это с властями — Г. Ш. Фридман, президент группы «Ф-Консалтинг», президент АО «Сибирская сотовая связь»

## Публицистика
- Ляпунов А.А. Онтодидактика в математике. // За науку в Сибири. — 20 сентября 1972. — Вып. 37(568).